# Jachthobo

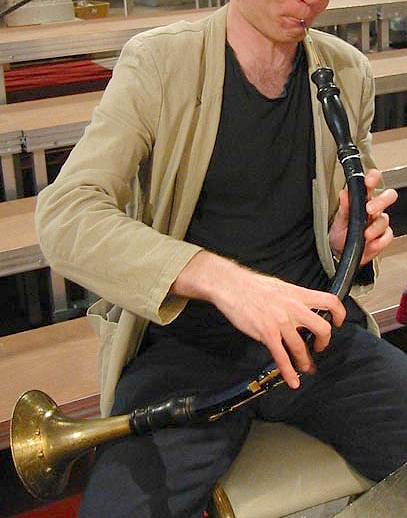
Oboe da caccia

Een jachthobo of oboe da caccia is een houtblaasinstrument en een vroege vorm van de hobo.
Jachthobo's ontstonden tegelijk met de gewone hobo. Ze hadden een boogvorm, stonden een kwint lager dan de hobo en hadden een uitwaaierende beker. Ze werden oboi da caccia (jachthobo's) genoemd omdat ze aan het begin van de 18e eeuw gebruikt werden bij de jacht. Deze hobo verwijst naar de Leipzigse instrumentenbouwer Johann Eichentopf.
De oboe da caccia wordt in Bachs cantates (bv. Ärgre dich, o Seele, nicht - BWV 186) en de Matthäus-Passion ("Ach Golgotha") bespeeld. Johann Friedrich Fasch, Christoph Graupner en Giovanni Battista Ferrandini schreven eveneens muziek voor dit instrument.
Latere hobo's waren recht; zo ontstond uit de jachthobo de rechte cor anglais (Engelse hoorn of later althobo).